# Gomophia
Genre
Gomophia est un genre d'étoiles de mer de la famille des Ophidiasteridae.

## Description et caractéristiques
À l'instar des autres genres de cette famille, les Gomophia ont un disque central relativement réduit et généralement cinq bras (rarement quatre ou six) tubulaires souples et allongés. Ce genre se caractérise par ses plaques transformées en tubercules plus ou moins coniques, et des plaques supéromarginales alternativement grosses et petites. 
Ce genre est encore mal défini, et la différence avec le proche genre Nardoa est probablement artificielle, et nécessiterait une révision (la distinction est fondée sur le fait que les Nardoa peuvent avoir des papules respiratoires jusqu'en-dessous de la ceinture marginale, sans que ce soit systématique, ou sur l'alternance entre grosses et petites plaques supéromarginales). En conséquence, la bibliographie est très contradictoire et le statut de plusieurs espèces est particulièrement douteux, et seule l'espèce Gomophia egyptiaca est relativement bien identifiée (quoique très variable morphologiquement), plusieurs autres en étant peut-être des synonymes.

## Liste d'espèces
| Selon World Register of Marine Species (25 novembre 2021) : - Gomophia egeriae A. M. Clark, 1967 -- décrite de Mer de Chine, tubercules plus arrondis - Gomophia egyptiaca Gray, 1840 -- décrite d’Égypte, nombreux tubercules coniques et pointus - Gomophia sphenisci (A.M. Clark, 1967) -- décrite d'Australie, tubercules presque plats (ou très anguleux selon Jangoux) - Gomophia watsoni (Livingstone, 1936) -- décrite d'Australie, petits tubercules coniques | Selon Marsh & Fromont, 2020 : - Gomophia egeriae A. M. Clark, 1967 - Gomophia egyptiaca Gray, 1840 (restreinte à l'océan Indien) - Gomophia gomophia (Perrier, 1875) - Gomophia mamillifera (Livingstone, 1930) - Gomophia rosea (H.L. Clark, 1921) - Gomophia sphenisci (A.M. Clark, 1967) - Gomophia watsoni (Livingstone, 1936) |

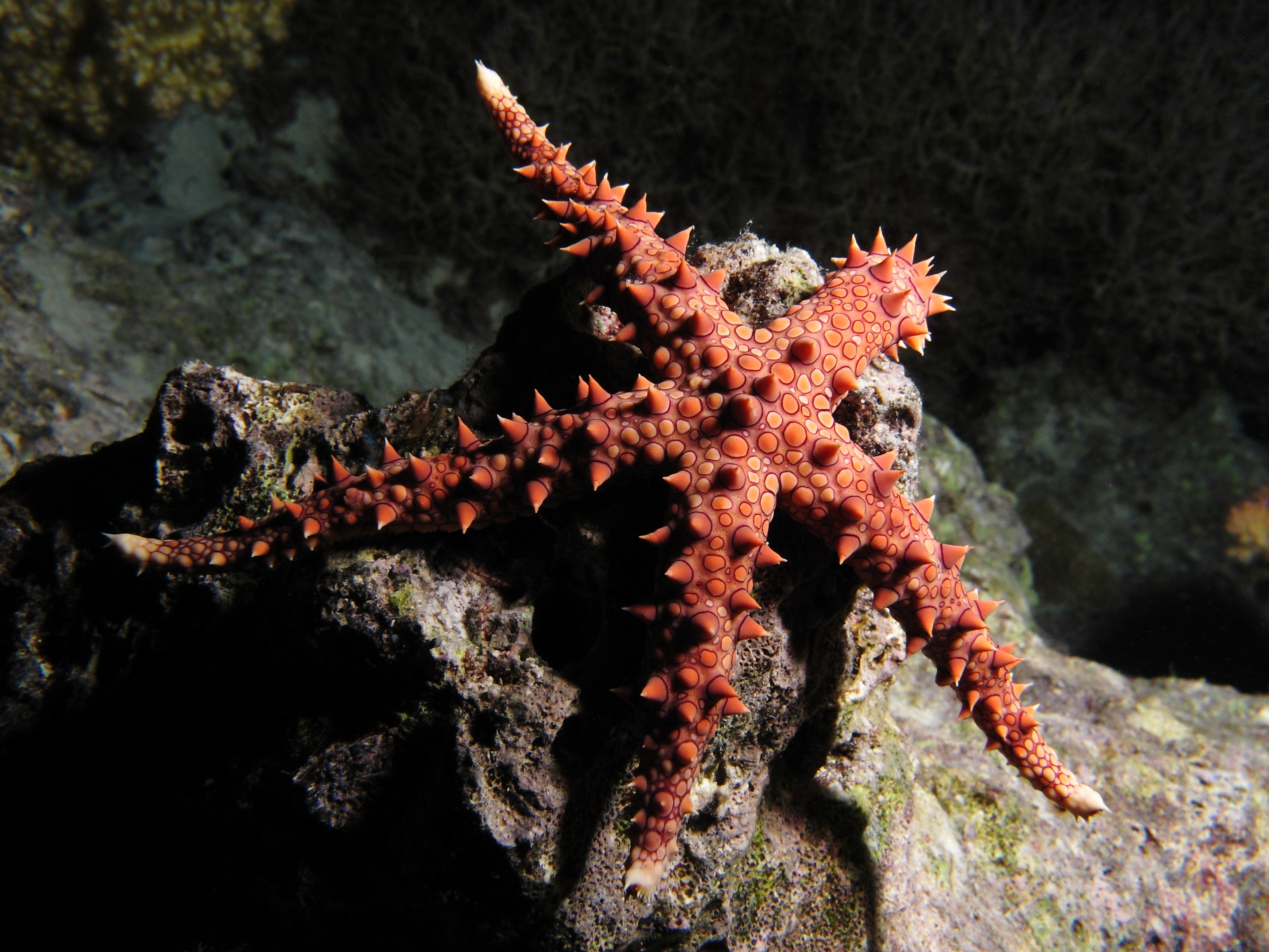
Gomophia egyptiaca.
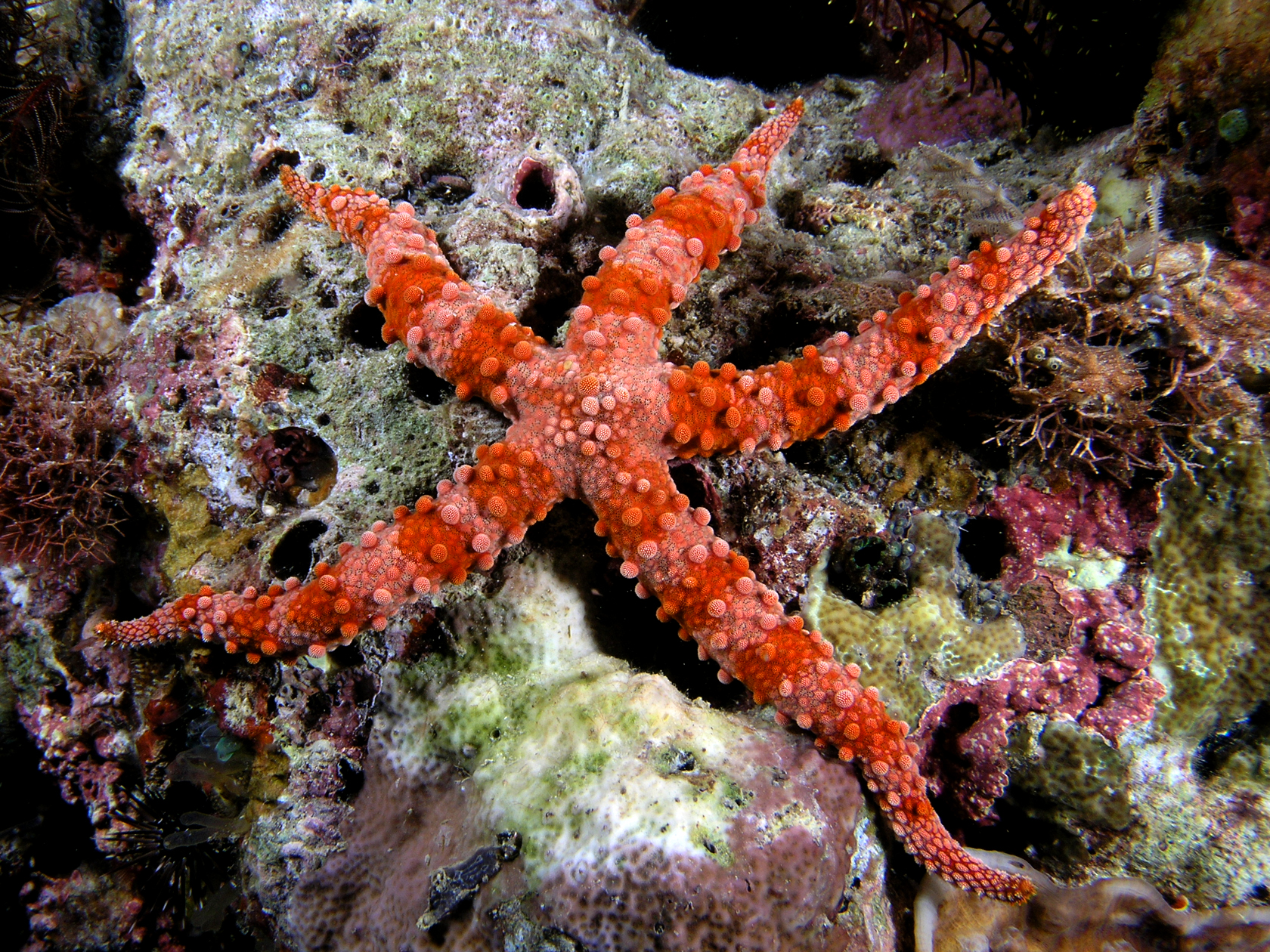
Gomophia gomophia.
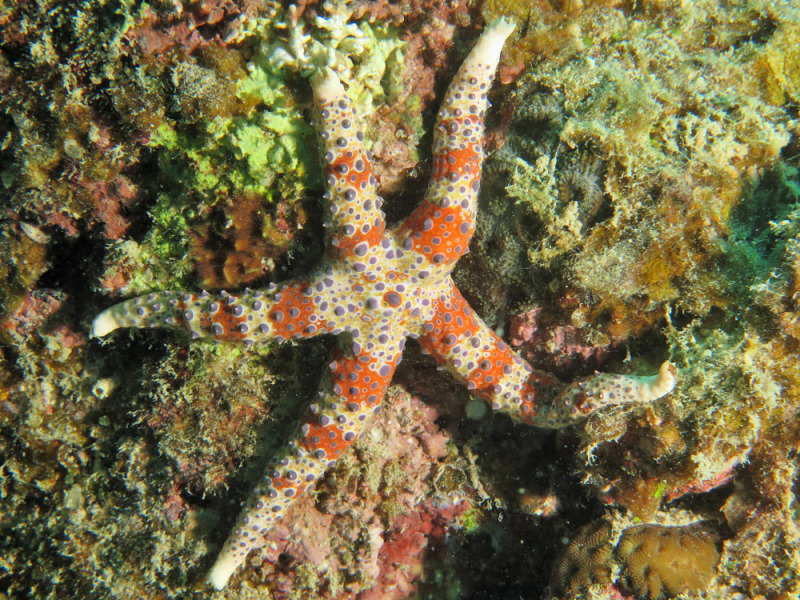
Gomophia watsoni